# Antonio Martínez Pérez
Antonio Martínez Pérez (Onil, 11 de febrero de 1991) es un deportista español de carreras de orientación. Forma parte de la selección de española desde 2009 y ha participado en seis mundiales desde entonces. En el año 2008 logró ser el campeón de España absoluto más joven al ganar el sprint con 17 años y 39 días.
Ha sido campeón de España en todas las distancias (larga, media, sprint y relevos) y en 2009 fue campeón de Europa juvenil de sprint.

## Trayectoria deportiva
Comenzó a hacer orientación en Onil a la edad de 12 años, entrenado por Jesus Gil y formando parte del C.E.Colivenc. Durante toda su trayectoria deportiva ha residido en su ciudad natal hasta que a finales de 2014 se trasladó a Halden (Noruega) donde fichó por su actual club escandinavo y estuvo más de un año viviendo y entrenando con las grandes estrellas nórdicas de la orientación, como son Olav Lundanes y Magne Dæhlie.
En Halden mejoró sus habilidades como deportista, consiguiendo durante el año varias victorias en World Ranking Events, un 16.º puesto en la copa del mundo y tres oros en el campeonato de España. En el mundial 2015 no cumplió sus objetivos, pero elevó a España a la segunda división mundial. A finales de 2015 volvió a España y siguió entrenando con Jesus Gil.

## Palmarés
- 14 veces Campeón de España (6xSprint, 3xMedia, 1xLarga, 4xRelevos)
- 1º primera posta relevos 10mila (Suecia, 2014)
- 1.º Copa países latinos, Uruguay (sprint, 2014)
- 1.º Copa países del mediterráneo, Turquía (media, 2013)
- 4.º Campeonato del Mundo Junior, Polonia (relevos, 2010)
- 1º Campeonato del Europa juvenil (sprint, 2009)